# Förstakammarvalet i Sverige 1955
Förstakammarvalet i Sverige 1955 var ett val i Sverige till Sveriges riksdags första kammare. Valet hölls i den tredje valkretsgruppen i september månad 1955 för mandatperioden 1956-1963.
Två valkretsar utgjorde den tredje valkretsgruppen: Södermanlands läns och Västmanlands läns valkrets och Blekinge läns och Kristianstads läns valkrets. Ledamöterna utsågs av valmän från de landsting som valkretsarna motsvarade.  
Ordinarie val till den tredje valkretsgruppen hade senast ägt rum 1947.

## Valmän
| Landsting    | H    | LB   | F    | S    | Totalt |
| ------------ | ---- | ---- | ---- | ---- | ------ |
| Landsting    |      |      |      |      | Totalt |
| Södermanland | 6    | 7    | 10   | 30   | 53     |
| Västmanland  | 4    | 6    | 10   | 30   | 50     |
| Blekinge     | 4    | 4    | 10   | 17   | 35     |
| Kristianstad | 12   | 10   | 12   | 29   | 63     |
| Totalt       | 26   | 27   | 42   | 106  | 201    |
| %            | 12,9 | 13,4 | 20,9 | 52,8 | 100,0  |

## Mandatfördelning
Den nya mandatfördelningen som gällde vid riksdagen 1956 innebar att Socialdemokraterna behöll egen majoritet. 
| Parti  | Parti                            | FK 1955 | 3:e valkretsgruppen | 3:e valkretsgruppen | 3:e valkretsgruppen | FK 1956 |
| Parti  | Parti                            | FK 1955 | Innan               | Efter               | Ändring             | FK 1956 |
| ------ | -------------------------------- | ------- | ------------------- | ------------------- | ------------------- | ------- |
|        | Socialdemokraterna               | 78      | 10                  | 10                  | ▬                   | 78      |
|        | Folkpartiet                      | 30      | 4                   | 4                   | ▬                   | 30      |
|        | Landsbygdspartiet Bondeförbundet | 25      | 3                   | 3                   | ▬                   | 25      |
|        | Högerpartiet                     | 14      | 1                   | 1                   | ▬                   | 14      |
|        | Sveriges kommunistiska parti     | 3       | 0                   | 0                   | ▬                   | 3       |
| Totalt | Totalt                           | 150     | 18                  | 18                  | ▬                   | 150     |

## Invalda riksdagsledamöter
Södermanlands läns och Västmanlands läns valkrets:
- Georg Carlsson, bf
- Hugo Osvald, fp
- Johan Persson, fp
- Bertil Andersson, s
- Gustaf Andersson, s
- Sven Andersson, s
- Gustaf Fahlander, s
- Nils Ståhle, s
- Sten Söderberg, s

Blekinge läns och Kristianstads läns valkrets:
- Yngve Nilsson, h
- Gustaf Elofsson, bf
- Tor Wolgast, bf
- Nils Hansson, fp
- Sten Åkesson, fp
- Gunnar Berg, s
- Nils Elowsson, s
- Svante Kristiansson, s
- Rikard Svensson, s